# Sinteza (kemija)
Sinteza u kemiji je kemijski proces priprave složenih spojeva definirane građe od jednostavnih i lako dostupnih tvari (elemenata ili spojeva) u jednoj ili više pojedinačnih kemijskih reakcija.
Polazne tvari u sintezi nazivaju se reaktantima, a željeni spojevi produktima (proizvodima). 
Totalna sinteza naziv je za sintezu u kojoj su polazne tvari kemijski elementi. Iskorištenost sinteze omjer je dobivene količine produkta prema količini produkta koja bi teorijski mogla nastati.
Najjednostavniji primjer kemijske sinteze je nastanak nekog spoja od elemenata:
{\displaystyle \mathrm {2H_{2}+O_{2}\rightarrow 2H_{2}O} }
Pod sintezom se ponajprije podrazumijeva priprava složenih organskih spojeva, koja se počela razvijati 1828., kada je Friedrich Wöhler sintezom prvi put uspio dobiti jedan od organskih spojeva, za koje se do tada vjerovalo da mogu nastati samo u živom organizmu. Laboratorijska sinteza najčešće se provodi u specifične svrhe. Tako se npr. sintetiziraju spojevi već dobiveni iz prirodnih izvora kako bi se dokazala njihova struktura i objasnilo njihovo nastajanje u prirodi; teorijski se pretpostavljaju posebna svojstva nekih do tada nepoznatih spojeva, a sintezom se to nastoji postići; za proučavanje kompleksnih prirodnih spojeva i njihova enzimskoga djelovanja, sintetiziraju se modelni spojevi na kojima se ispituje djelovanje pravih spojeva itd.
Za razliku od laboratorijskih, industrijskim se sintezama dobivaju određeni i definirani intermedijeri ili konačni spojevi, kontinuirano i u velikim količinama, vodeći računa o zaštiti okoliša i zbrinjavanju otpadnih tvari. Takve su sinteze osnova organske kemijske industrije (proizvodnja lijekova, bojila, tenzida, pesticida, polimernih materijala, umjetnih vlakana i dr.), a često se temelje na nekim specifičnim sintetskim reakcijama koje se nazivaju prema imenima otkrivača (npr. Fittigova, Friedel-Craftsova, Franklandova, Grignardova, Knorrova, Kolbeova, Wurtzova sinteza).
Prikaz kemijske sinteze kojom od monomera (etena) nastaje polimer (polieten):
{\displaystyle \mathrm {n\ H_{2}C=CH_{2}\rightarrow -[CH_{2}-CH_{2}]_{n}-} }
Modernu orgasnku sintezu usavršio je R. B. Woodward, dobitnik Nobelove nagrade za kemiju (1965.) za nekoliko briljantnih totalnih sinteza uključujući i sintezu strihnina.
Osim kemijskih spojeva dobivenih sintezom, sintetskima se nazivaju i neki umjetno proizvedeni industrijski proizvodi, npr. sintetski benzin, sintetski kaučuk, sintetska vlakna.